# Roland Dopfer

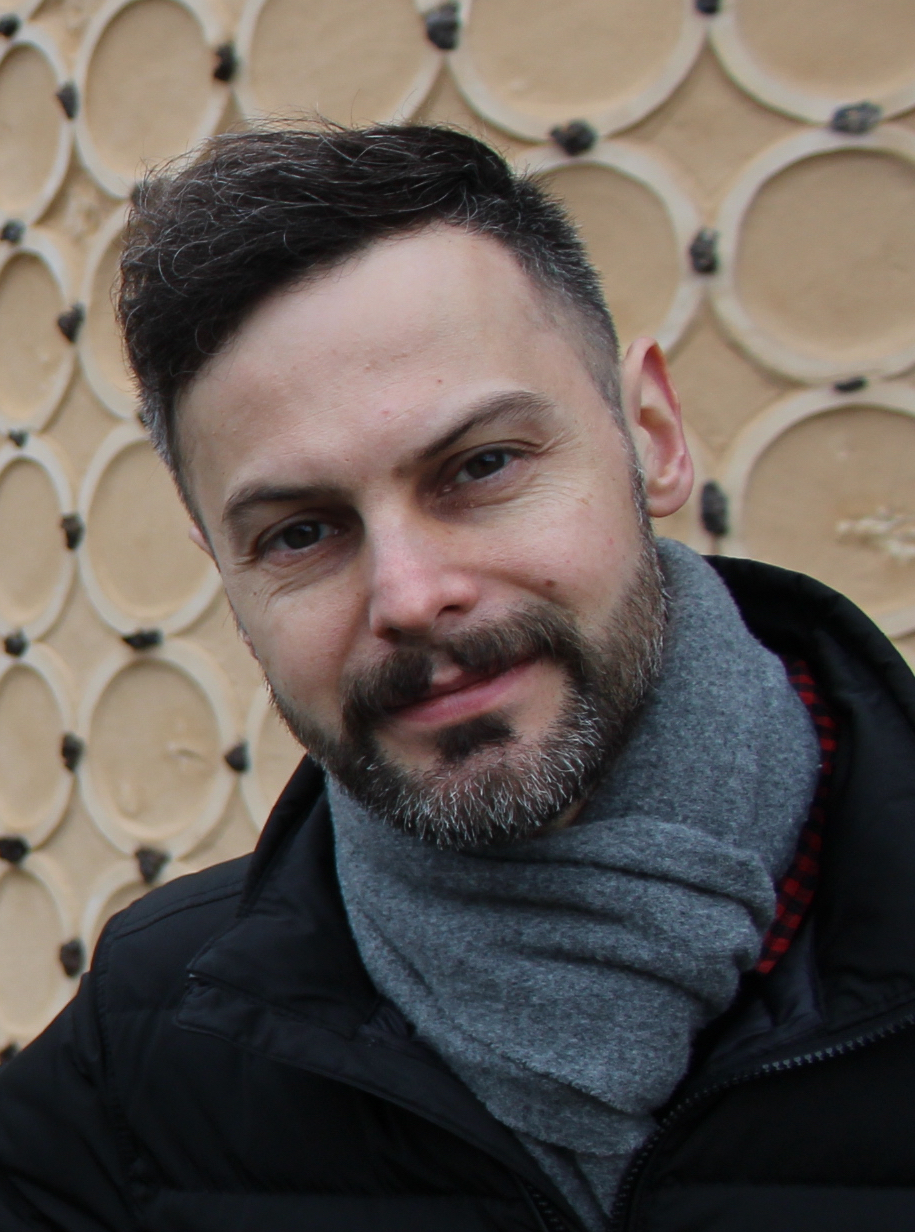
Roland Dopfer (2017)

Roland Dopfer (* 1977 in Obergünzburg) ist ein deutscher Organist, Cembalist, Kirchenmusiker, Musiktherapeut, Musikwissenschaftler und Hochschullehrer.

## Werdegang
Dopfer studierte katholische Kirchenmusik an der Robert Schumann Hochschule Düsseldorf und erhielt im A-Examen für sein Orgelspiel eine besondere Auszeichnung. Diplomstudiengänge in den Fächern Orgel und Cembalo führten ihn an die Hochschule für Musik und Tanz Köln. Zu seinen Lehrern gehörten die Organisten Margareta Hürholz, Martha Schuster, Nigel Allcoat und der Cembalist Gerald Hambitzer. Nach einem Studium in der Solistenklasse von Christoph Bossert an der Musikhochschule Trossingen legte Dopfer sein Konzertexamen im Fach Orgel ab. Ein Promotionsstudium zum Dr. phil. führte Roland Dopfer an die Bergische Universität Wuppertal zu Hans-Joachim Erwe und Thomas Erlach.
Von 2005 bis 2013 war er Kirchenmusiker des Erzbistums Köln mit Dienstsitz an der katholischen Mittelpunktkirche St. Laurentius in Wuppertal, in den Jahren 2012 und 2013 Lehrbeauftragter für Orgel an der Hochschule für Musik und Tanz Köln, von 2013 bis 2018 war Roland Dopfer Dozent und Professor für die Fächer Alte Musik Orgel, Basso continuo, Orgelliteraturspiel und Orgelimprovisation an der Hochschule für Künste Bremen sowie Organist der Bremer Innenstadtkirche zu Unser Lieben Frauen.
Von 2016 bis 2022 war Roland Dopfer Dozent für das künstlerische Hauptfach Orgel an der Hochschule für Musik, Theater und Medien Hannover. Seit 2018 ist er als Musikpädagoge, Musiktherapeut und Organist einer psychotherapeutischen Institution im Kanton Zürich tätig.
Als Organist, Cembalist und Kammermusiker konzertierte er in Mexiko, den USA, dem Oman, in Spanien, Italien, Luxemburg, den Niederlanden, Großbritannien, der Schweiz und Deutschland und gibt Kurse in den Bereichen Interpretation, Continuopraxis und Improvisation. Er musiziert u. a. mit der Barockgeigerin Claudia Hoffmann, der Organistin Margareta Hürholz und dem Ensemble für Alte Musik Sir Moro. CD-Aufnahmen entstanden für das Label Organum Classics sowie Fernsehproduktionen u. a. für ARD, ZDF und WDR (Deutschland) und IKON (Niederlande).

## Compact-Disc- und Fernsehproduktionen
- Kaiserdom zu Speyer, Ein Klangportrait. ISBN 978-3-9809232-5-5.
- Eine Klangreise, Hardcoverbuch mit CD, Organum Classics Ogm 101035, ISBN 3-9809232-4-X.
- Orgel auf dem Königschor, Kaiser- und Mariendom zu Speyer, Organum Classics Ogm 291040
- Sanctissima Maria, Römische Marienmotetten des 17. Jahrhunderts. Susan Eitrich, Sopran; Concerto Commovente; Roland Dopfer, Cembalo & Orgel, Organum Classics Ogm 291033
- „... hauptsächlich vor die Herren Organisten ...“ Wegzeichen barocker Orgelmusik, Ahrend-Orgel der Fronleichnamskirche der Ursulinen in Köln, Organum Classics Ogm 281089
- Programa del Concert Inaugural de l’Orgue de la Esglesia de Sant Marti, des Mercadal, Menorca, OEM 280001
- ZDF TV-Produktion „Bauet Orgeln mit Liebe und Sorgfalt“ Mitwirkung als Orgelinterpret
- Matheu Bosch-Orgel von 1746, Església de Sant Pere Sencelles, Mallorca. Organum Classics Ogm 271011
- Claviermusik des Barock (Orgel, Cembalo und Clavichord). Organum Classics, Ogm 261029
- Orgelwerke von Johann Sebastian Bach Organum Classics Ogm 230100[7][8]